# Универзална децимална класификација
Универзална децимална класификација (УДК) је интернационални систем библиотечке класификације. То је вишејезична класификацијска схема за све области људског знања и веома софистицирана алатка за индексирање и претраживање података. УДК је веома флексибилан систем класификације за све врсте информација у било ком медију, од класичних до мултимедијалних. Употребљава се у око 130 земаља широм света, а објављена је у целини или делимично на више од 40 језика. Користи се у библиографским сервисима, документационим центрима и библиотекама.
Стручно класификовати неку публикацију по систему УДК значи вештачким језиком, цифарски, означити њен садржај и тиме јој одредити место у систему људског знања.
УДК системом је од његовог стварања око 1900. године до 1992. руководила Међународна федерација за информације и документацију - ФИД (The International Federation for Information and Documentation – FID) која 1992. године преноси интелектуалну својину и одговорност за употребу и развој УДК система на новоосновани УДК Конзорцијум (UDC Consortium - UDCC) .

## Појам класификације
Класификација (лат. Clasifficatio - подела, распоред) означава процес разврставања појмова и предмета на скупине, врсте, типове, разреде итд. Према томе, и целокупно људско знање може се класификовати према одређеним класификационим схемама. Првим класификационим схемама у античко доба бавили су се филозофи, а касније библиотекари.
Библиотечка класификација је процес превођење садржаја документа са природног језика на неки од класификационих језика и одређивање његовог места у систему научних и стручних дисциплина према одговарајућем класификационом систему.

## Историја
Сама појава писма иницирала је потребу да се писана документа класификују. Најстарија библиотека која је имала поједностављену класификацију је Асурбанипалова библиотека у Ниниви (Месопотамија, данашњи Ирак) из 7. века п. н. е. Грађа је била подељена у две основне групе, текстове о небу и текстове о земљи. Касније класификације разврставале су књиге на различите начине: према занимањима писаца, садржају, језику...
Француски библиотекар Габријел Ноде (Gabriel Naudé, 1600-1653) сматра се првим теоретичарем организације библиотека. Адаптирао је постојећи библиотечки каталошки систем и користио следећу класификацију: теологија, медицина, право, историја, филозофија, математика и хуманистика са одговарајућим потподелама.
Значајну новину у класификовању људског знања представља децимални систем. Употребу децималног система, односно броја, за изражавање појмова први је предложио француски физичар и математичар Андре-Мари Ампер (André-Marie Ampére 1775-1836), а крајем 19. века популарисао је Мелвил Дјуи (Melvil Dewey, 1851-1931), амерички библиотекар, оснивач Америчког друштва библиотекара, прве библиотекарске школе, библиотечког часописа и правила за каталогизацију. Схему је поделио на десет група које су се децимално делиле у подгрупе, а прикључио јој је и предметни регистар појмова. Објављена је 1876. године на свега 42 стране, да би 1958. Децимална класификација Мелвила Дјуија (Dewey Decimal Classification – DDC) доживела 16. издање на 2439 страна.
Велики утицај на даљи развој децималне класификације извршила је „класификације која се шири“ Чарлса Ејмија Катера(Charles Ammi Cutter, 1837-1903) која се састајала од седам одвојених класификационих схема које се међусобно комбинују. Употребљава комбинацију два-три велика слова алфабета и скупа арапских бројева који се третирају као децимале.

## Универзална децимална класификација
Децимална класификација се показала ефикасном и једноставном за коришћење, тако да долази до њене шире употребе. Даљи искорак у њеном развоју начинио је белгијски адвокат Пол Отле (Paul Otlet, 1868-1944) са својим сарадником Анри Ла Фонтеном (Henry La Fontaine, 1853-1943). Они су, радећи на пројекту „Универзални библиографски попис“ под окриљем Међународног библиографског института у Бриселу (Institut International de Bibliographie - IIB), допунили и приширили Дјуијеву класификацију и увели таблице помоћних бројева по угледу на Катерове. Њихова класификација, најпре названа „проширени Дјуи“ или „Бриселска варијанта“, објављена је 1905. године под називом „Приручник за универзални библиографски каталог“ и представља прво издање Универзалне децималне класификације (Universal Decimal Classification UDC). Садржи главне и помоћне таблице и заснована је на употреби арапских бројева, што јој даје универзални карактер и могућност великог броја комбинација. Тако се могу класификовати веома сложени садржаји комбинацијом главних и помоћних бројева.

## Примена УДК у Југославији
За разлику од многих европских земаља, Југославија је једна од последњих која је почела са применом Универзалне децималне класификације. Пре Другог светског рата УДК је била скоро непозната. Зна се да ју је употребљавала Библиотека града Београда за свој стручни каталог, захваљујући тадашњој управници Марији Илић-Агаповој.

## Систематске таблице и предметни регистар[2][3]
УДК таблице се састоје из два дела:
- Систематске таблице састављене од хијерархијских схема одређених научних и стручних области. Деле се на главне и помоћне таблице.
- Предметни регистар у коме су сви појмови, наведени у систематским таблицама, сређени по алфабетском принципу.

### Главне таблице
У главним таблицама целокупно људско знање подељено је на 10 класа или група:
| 0 | Наука и знање уопште. Организација. Рачунарство. Информације. Документација. Библиотекарство. Институције. Публикације |
| 1 | Филозофија. Психологија                                                                                                |
| 2 | Религија. Теологија |
| 3 | Друштвене науке (социологија, политика, привреда, право, војна наука...)                                               |
| 4 | (упражњена група) |
| 5 | Математика и природне науке (астрономија, физика, хемија, биологија...)                                                |
| 6 | Примењене науке. Медицина. Техника                                                                                     |
| 7 | Уметност. Рекреација. Забава. Спорт                                                                                    |
| 8 | Језик. Лингвистика. Књижевност                                                                                         |
| 9 | Географија. Биографије. Историја                                                                                       |

Таблице су засноване на хијерархијском децималном принципу, полазећи од ширег ка ужем значењу. Повећањем броја децимала, не напушта се стручна област, већ се дубље залази у одређену подобласт и прецизира одговарајуће подручје које адекватно изражава садржај публикације. Свака група се може даље делити на 10 ужих, двоцифрених подгрупа.
Пример: група 5 Математика и природне науке:
| 50 | Опште о чистим наукама                                   |
| 51 | Математика                                               |
| 52 | Астрономија. Астрофизика. Истраживање свемира. Геодезија |
| 53 | Физика                                                   |
| 54 | Хемија. Кристалографија. Минералогија                    |
| 55 | Геологија. Метеорологија. Хидрологија                    |
| 56 | Палеонтологија                                           |
| 57 | Биолошке науке уопште                                    |
| 58 | Ботаника                                                 |
| 59 | Зоологија                                                |

Двоцифрене подгрупе имају даље потподеле означене троцифреним бројевима и тд. Дужина УДК индекса означава степен детаља – што је појам ужи, то је љегов УДК број дужи.

### Помоћне таблице (општи и специјални бројеви)
Помоћне таблице се користе за осветљавање различитих аспеката предмета: временског, географског, језичког, формалног и сл. Оне садрже опште и специјалне помоћне бројеве који се препознају по карактеристичним симболима који им претходе.

#### Општи помоћни бројеви
Општи помоћни бројеви могу бити независни и зависни.
Независни општи помоћни бројеви могу да се прикључе било ком УДК броју, а могу да се користе и самостално. Ту спадају општи помоћни бројеви за језик, облик, место, расу и време. Ограничени су округлим заградама или знацима навода, па могу да се додају, у зависности од контекста, било ком делу УДК броја: на почетку (префикси), у средини (инфикси) и на крају (суфикси).
Зависни општи помоћни бројеви не могу да стоје самостално, већ морају бити придодати главном УДК броју, и то само на крају, као суфикси. Овде спадају општи помоћни бројеви за опште карактеристике: особине, материјале и лица и личне карактеристике.
| Ознака | Општи помоћни бројеви                 | Пример                                                                      |
| ------ | ------------------------------------- | --------------------------------------------------------------------------- |
| (1/9)  | за место                              | 821.163.41(71) Српска књижевност у Канади                                   |
| ’“...“ | за време                              | 821.163.41“19“ Српска књижевност у 20. веку                                 |
| (0...) | за облик                              | 82.0(091)(075.8) Теорија Књижевности-историјски преглед-факултетски уџбеник |
| =...   | за језике                             | =163.41 публикација писана на српском језику                                |
| (=...) | за расу, етничку групу и националност | 271.2(=163.41) Православље код Срба                                         |
| -02... | за особине                            | 003-028.31 Буквар у смислу елементарна писмености                           |
| -03... | за материјале                         | 73-035.3 Пластична уметност у дрвету                                        |
| -05... | за лица и личне карактеристике        | 616-053.2 (медицина-деца уопште) Педијатрија                                |

Осим цифарских користе се и словни симболи да би се постигла жељена класификација.
А/Z ознаке за алфабетску спецификацију
| 012 Андрић, И. | Библиографија радова Иве Андрића |

#### Специјални (аналитички) помоћни бројеви
Специјални (аналитички) помоћни бројеви означавају локалне карактеристике и могу се применити само у ограниченом делу главних таблица, на назначеним местима, и то само као суфикси. Постоје три врсте специјалних помоћних бројева:
1. Бројеви обележени знаком – (цртица) - означавају ширу област и имају аналитичку функцију (функцију разликовања). На пример, специјални бројеви -1/-9 у групи 82 Књижевност означавају књижевне облике као што су поезија, драма, проза и друге.
2. Бројеви обележени знаком .0 (тачка нула) - означавају ужу област али имају разноврснију употребу. На пример, у групи 82 Књижевност означавају теорију књижевности и књижевну критику.
3. Бројеви обележени знаком ’ (апострофом) - врло су специфични и често имају синтетичку или интегративну функцију. На пример, у групи 8 Језик. Лингвистика. Књижевност означавају периоде и фазе у развоју језика и књижевности (класични период, савремени период, итд.)

| Ознака  | Текст наслова                                                                              |
| ------- | ------------------------------------------------------------------------------------------ |
| -1/-9   | 821.163.41-31 - Српска књижевност-роман                                                    |
| .01/.09 | 821.163.41.09 - Српска књижевност–књижевна критика                                         |
| ’0/’9   | 821.411.21'02 - Класична арапска књижевност ; 821.411.21'06 - Савремена арапска књижевност |

### Сложени УДК број
Под главним УДК бројем сматра се сваки број узет са било ког места из главних систематских таблица. Уколико стоји сам, без пратње неког помоћног броја, или није у комбинацији са неким другим главним бројем, онда је то прост УДК број. Уколико га прати неки од помоћних бројева (општих или специјалних) или је у комбинацији са другим главним бројем, онда је у питању сложен УДК број.
Распоред појединих бројева у сложеном УДК броју је веома важан. При формирању сложеног броја на прво место долази број којим се изражава главни појам, а затим следе бројеви за место, време, облик и језик. Зависни општи помоћни бројеви и специјални помоћни бројеви долазе непосредно после главног броја. Промене у редоследу повлаче за собом промене у значењу броја.
Пример:
| 930.85 Културна историја (497.11) Србија “04/14“ Средњи век (082) Зборник радова =111 Енглески језик 1. 930.85(497.11)“04/14“(082)=111 – инсистира се на Културној историји једне земље 2. 930.85“04/14“(497.11)(082)=111 – инсистира се на Културној историји Средњег века |

### Симболи (знаци)
Комбинације главних и помоћних бројева, спојених у јединствен сложен УДК број служе да у потпуности изразе садржину класификованог документа. УДК је вештачки језик, „а као сваки језик, и овај класификациони има своју лексику: она је изражена одговарајућим графичким знацима који, уз примену граматике овог језика, омогућавају изражавање појмова и читавих реченица помоћу бројева.“ (Димић, М. 1984)
За комбиновање више главних бројева, њихово међусобно повезивање и формирање сложене ознаке УДК користе се следећи симболи (знаци) чије је значење унапред утврђено:
| Симбол                  | Значење                       | Пример |
| ----------------------- | ----------------------------- | --- |
| + (плус)                | знак набрајања                | 622+699 – Рударство и металургија |
| / (коса црта)           | знак проширења                | 73/76 Ликовне уметности (све ликовне уметности, тј. уместо 73+74+75+76)                                                                                        |
| : (двотачка)            | знак односа                   | 17:7 Естетика у односу на уметност али и 7:17 Уметност у односу на естетику (општи однос два појма који су равноправни, а бројеви се могу инвертовати)         |
| :: (двострука двотачка) | знак односа без реципроцитета | 327::911.3 Геополитика (општи однос два појма који су равноправни, али се бројеви не могу инвертовати.)                                                        |
| ’ (апостроф)            | знак за синтезу или сажимање  | 546.32 Калијум 546.267 Цијанид 546.32'267 Калијумцијанид |
| [ ] (угласта заграда)   | знак одвајања, прегруписавања | 016 Специјалне библиографије 821.163.41 Српска књижевност 398 Фолклор у ужем смислу 016:[821.163.41:398] Тематска библиографија о српској народној књижевности |

Осим наведених систематске УДК таблице користе још неке симболе значајне за правилно читање, тумачење и сналажење у њима.
| Симбол                | Значење |
| --------------------- | --- |
| + (плус)              | Обавештава о новоусвојеним бројевима и текстуалним тумачењима.                                                                                    |
| – (минус)             | Претходи бројевима код којих није дошло до измена ни у цифарском ни у текстуалном делу.                                                           |
| ! (узвичник)          | Обележава бројеве који су нису измењени у цифарском делу, али јесу у текстуалном.                                                                 |
| x (икс)               | Указује на престанак важења неког броја и одговарајућег текста.                                                                                   |
| →(стрелица)           | Упућује класификатора да погледа сродне појмове.                                                                                                  |
| ≅ (знак за аналогију) | Указује на идентичну разраду на подгрупе у оквиру различитих УДК група. У новијим таблицама уместо овог знака наводи се текст „дели се исто као“. |
| . (тачка)             | Знак нема семантичку функцију. Олакшава визуелно сагледавање УДК броја. Ставља се после сваког трећег децимала, ако није другачије назначено.     |